# Mohammed al-Jahaní
Mohammed Sélia al-Jahaní (arabul: محمد شليه الجهني); 1974. szeptember 28. –) szaúd-arábiai válogatott labdarúgó.

## Pályafutása

### Klubcsapatban
1992 és 2004 között az El-Áhlí csapatában játszott. 

### A válogatottban
1994 és 2002 között 104 alkalommal játszott a szaúd-arábiai válogatottban és 1 gólt szerzett. Tagja volt az 1996. évi nyári olimpiai játékokon szereplő válogatott keretének és részt vett az 1998-as és a 2002-es világbajnokságon, az 1996-os és a 2000-es Ázsia-kupán, illetve az 1997-es és az 1999-es konföderációs kupán.

## Sikerei, díjai
Szaúd-Arábia
- Ázsia-kupa győztes (1): 1996